# Giora Seeliger
Giora Seeliger (* 19. August 1953 in Haifa, Israel) ist ein Schauspieler, Regisseur und Theaterpädagoge. Gemeinsam mit Monica Culen gründete er 1994 Rote Nasen in Österreich und war bis 2023 Artistic Director von Red Noses International.

## Leben
Zwischen 1974 und 1977 studierte Seeliger Erziehungswissenschaften, Soziologie und Psychologie an der Universität Düsseldorf bis zum Vordiplom und absolvierte anschließend zwischen 1977 und 1980 eine Theaterausbildung in Frankreich bei Jaques Lecoq, Etienne Decroux und Yves Lebreton.
Seine erste Tournee mit „Curriculum“ (mit Luis Otavio Burnier) brachte ihn nach Brasilien. Ab 1980 folgten verschiedene Engagements in französischen Theatergruppen. Ab 1981 war er mit „Halt“ bzw. „Crocodil“ und seinem eigenen Theatre des Falaises jahrelang auf Tournee in ganz Europa. 1988 zog er nach Wien und wurde Dozent am Reinhard Seminar. Er inszenierte an vielen Theatern in Österreich und spielte Rollen in Film und Fernsehen.
Ab 1990 baute er die CliniClowns Österreich auf und wurde deren künstlerischer Leiter. 1994 gründete er zusammen mit Monica Culen die gemeinnützige Organisation Rote Nasen Clowndoctors Österreich und war bis Ende 2011 künstlerischer Leiter der Dachorganisation RED NOSES International. In den folgenden Jahren gründete er in vielen weiteren Ländern wie Tschechien, Deutschland, Slowenien, Slowakei, Ungarn, Kroatien, Polen, Litauen und in den palästinensischen Gebieten weitere Sektionen. 2003 gründete Seeliger die Internationale Schule für Humor (IsH), deren Leiter er seither ist. Ab 2015 leitete er das Projekt Emergency Smile mit regelmäßigen Missionen für Menschen in Krisensituationen weltweit.
Im April 2023 trat Giora Seeliger aus dem Management Board zurück und ist derzeit Mitglied im RED NOSES Board of Trustees und des RNI Executive Committee sowie in verschiedenen lokalen Boards of Directors der Partnerorganisationen tätig.
2024 erhielt er das Goldene Ehrenzeichen für Verdienste um die Republik Österreich, das sein Lebenswerk als Botschafter des Humors und seine Pionierrolle in der Healthcare-Clowning-Bewegung honoriert.

## Filmografie (Auswahl)
- 1992: Die Flucht
- 1997: 9½ Wochen in Paris
- 2000: Gripsholm
- 2000: Die Verhaftung des Johann Nepomuk Nestroy
- 2000: Donna Leon – Venezianische Scharade
- 2000: Donna Leon – Vendetta
- 2018: Murer – Anatomie eines Prozesses
- 2022: Schächten
- 2023: Kafka (Fernsehserie)

## Auszeichnungen
- 2010: Silbernes Ehrenzeichen für die Verdienste um die Republik Österreich
- 2024: Goldenes Ehrenzeichen für die Verdienste um die Republik Österreich